# Jan Piasecki

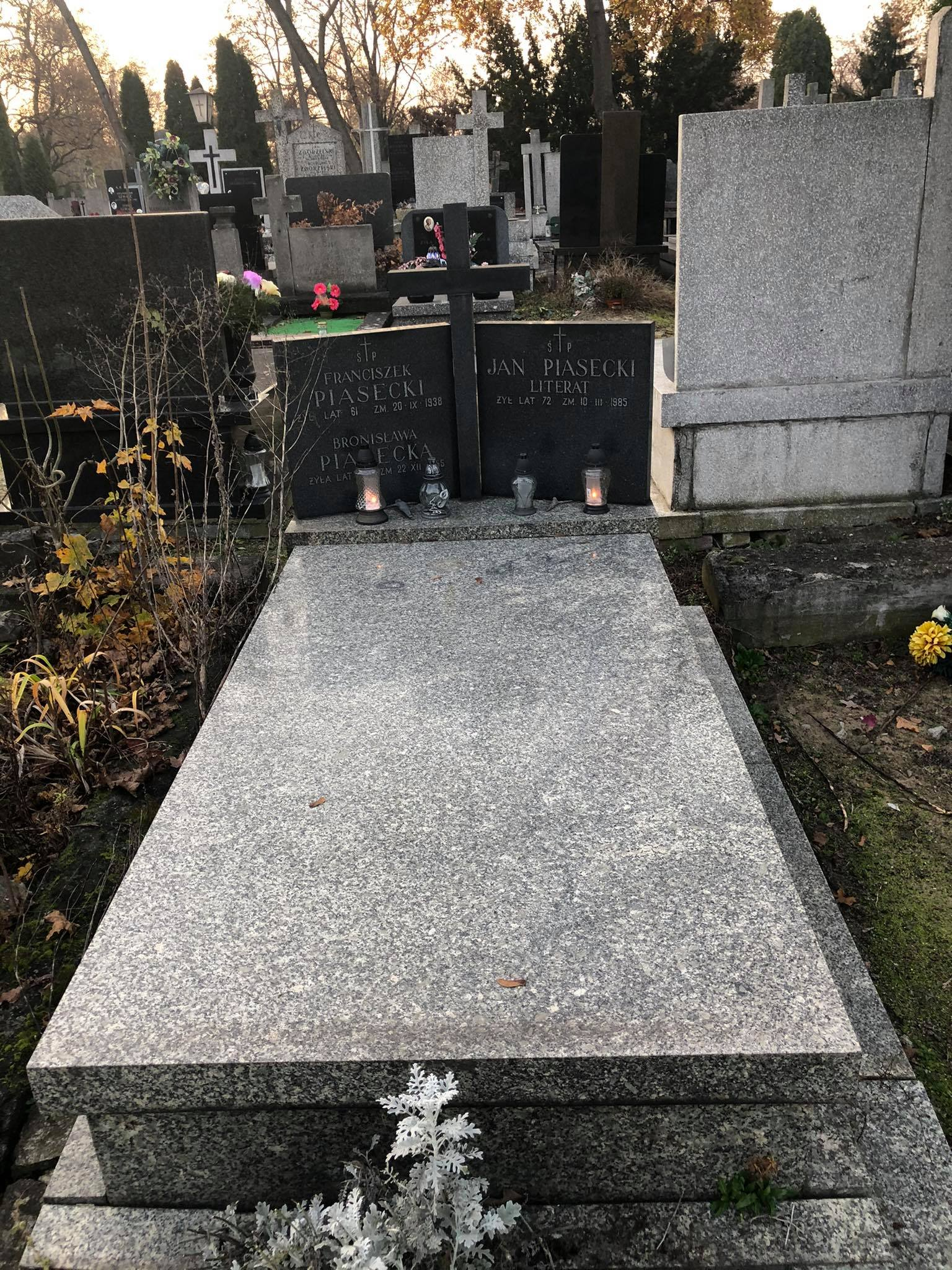
Grób Jana Piaseckiego na ccmentarzu Bródnowskim w Warszawie

Jan Piasecki (ur. 13 lutego 1913 w Warszawie, zm. 9 marca 1985 w Warszawie) – polski prozaik, autor utworów dla młodzieży.

## Życiorys
W 1935 ukończył studia na Wydziale Humanistycznym (polonistykę) Uniwersytetu Warszawskiego. 
Debiutował jako prozaik w 1938 roku w książce zbiorowej pt. Staroświecki sklep pod nazwiskiem Jadwiga Piasecka. W latach 1937–1949 był pracownikiem Biblioteki Publicznej oraz Zarządu Miejskiego, jako pełnomocnik Ministra Oświaty uczestniczył w odzyskiwaniu wywiezionych przez okupanta niemieckiego księgozbiorów warszawskich bibliotek. 
Od 1945 do 1949 był sekretarzem generalnym Zarządu Bibliotek i Archiwów Państwowych, w latach 1946–1949 był związany z Przewodnikiem Literackim i Naukowym. Od 1949 roku pełnił funkcję redaktora Polskiego Radia, kierował Redakcją Prozy, był współorganizatorem III Programu Polskiego Radia. Od 1950 był redaktorem miesięcznika Bibliotekarz i członkiem Związku Literatów Polskich.
Pochowany na cmentarzu Bródnowskim (kw. 44C, rząd I, grób 5).

## Życie prywatne
Mąż Zofii Posmysz-Piaseckiej.

## Odznaczenia
- Złoty Krzyż Zasługi;
- Krzyż Kawalerski Orderu Odrodzenia Polski.

## Twórczość
- Spotkajmy się "Pod Parasolami"
- W Gołkowie straszy
- Portret z konwalią
- Skrzyżowanie berła
- Tymek wieloryb
- Zakopany miecz
- Człowiek za drzwiami